# Return of the Shirt
"Return of the Shirt" (o traducido como "El regreso de la camisa") es el cuarto episodio de la serie de televisión How I Met Your Mother. Se emitió por primera vez el 10 de octubre de 2005. El episodio fue escrito por Chris Miller & Phil Lord y fue dirigido por Pamela Fryman.

## Reparto
| - Josh Radnor como Ted Mosby. - Jason Segel como Marshall Eriksen. - Cobie Smulders como Robin Scherbatsky. - Neil Patrick Harris como Barney Stinson. - Alyson Hannigan como Lily Aldrin. - Bob Saget como Futuro Ted Mosby. (Voz, No acreditado) - Lyndsy Fonseca como Penny Mosby. (la futura hija de Ted) - David Henrie como Luke Mosby. (el futuro hijo de Ted) - Charlene Amoia como Wendy la camarera. | - Anne Dudek como Natalie - Deanna Russo como Brooke - Monique Edwards como Productor - Michael Kagan como Joel Adams - Jackie Geary como Jackie - Ange Billman como Steph - Buck Kartalian como Henry - Katelin Chesna como Invitado - Choice Skinner como Chico con sombrero #1 - John Henry Canavan como Chico con sombrero #2 |

## Trama
Ted viste una camisa que le perteneció durante seis años pero que nunca antes le había gustado. Se encuentra con sus amigos en el bar, y descubre que le gusta el whiskey, lo que él pensaba que odiaba. Dándose cuenta de que sus gustos han cambiado, decide reconsiderar chicas con las que anteriormente salió pero no parecían indicadas en el momento. Barney dice que solo hay "dos razones" para salir con una chica que ya anteriormente se salió: implantes mamarios. Ted piensa en algunas de las mujeres que salió anteriormente y piensa con cariño los momentos con Natalie pero él no había estado buscando una relación en el momento. Ted no está seguro sí ella lo recordaría al principio, pero ella no lo ha olvidado y le cuelga el teléfono abruptamente cuando él llama. Cuando Lily enfrenta a Ted sobre el por qué Natalie está enojada con él, él admite que rompió con ella en su cumpleaños, y para peor lo hizo dejando un mensaje de voz en su contestador automático. Lily comienza a golpearlo, diciendo que él no debería haber roto con ella en su cumpleaños, o romper en el teléfono. Los chicos señalan que no hay una buena manera de terminar con una chica. Ted luego visita a Natalie, disculpándose por su comportamiento en el pasado, ofreciéndole un gran muñeco como regalo de cumpleaños atrasado. Natalie explica que tiene más razones para estar enojada; sus amigos estaban esperando para darle una fiesta sorpresa y escucharon el mensaje que él dejó. Ted le ruega para que le de una oportunidad, incluso solo una taza de café. Pronto terminan en la cama.
Ted y Natalie comienzan a salir de nuevo, y después de tres semanas las cosas parecen ir bien. Sus amigos le agradan a Natalie y están de acuerdo que es la mejor chica que ha salido en años. Ted dice que tiene que terminar con ella, porque no sabe sí es la "indicada". A la noche siguiente, Ted lleva a Natalie a cenar para hacer maduro y terminar con ella cara a cara. Ella le dice que es su cumpleaños pero no hay necesidad de un regalo desde que ya tiene el mejor regalo: ella "puede confiar de nuevo". Ella dice que su madre no puede esperar para conocerlo, y sin poder esperar mucho más Ted le dice que quiere terminar. Natalie queda furiosa y los intentos de Ted en ser honesto solo la hacen enojar aún más. Ella demanda una buena explicación, y cuando Ted no le puede dar una respuesta satisfactoria, ella utiliza lo que aprendió en Krav Maga para golpear a Ted. Ted regresa al bar con la camisa rota y él con dolor, y decide que no hay una buena manera de terminar con alguien. El Ted del futuro le dice a sus hijos que como resultado, todos de sus momentos felices con Natalie fueron reemplazados con los recuerdos de ser golpeado. Sin embargo, también le cuenta a sus hijos que aunque Natalie quedó dolida, en un año se casó y tuvo tres hijos y al final, el dolor ayudó a Natalie a encontrar al hombre perfecto. Junto con esta lección de vida, lo que el hijo de Ted también aprende de la historia de su padre es que su padre fue golpeado por una chica.
Barney atreve a Robin a decir o hacer cosas cuestionables en las noticias por dinero. Robin se niega al principio, pero actúa lo que le pidió Barney. Cuando se atreve por segunda vez, diciendo "Soy una chica muy sucia," al final de una historia y se golpea en el trasero. Cuando descubre que nadie, ni siquiera su jefe, miran el canal de las noticias, ella decide que hará lo que le pida Barney. En su tercera broma, ella hace sonar sus propios pechos en un informe. Barney, como cuarta broma, quiere que Robin haga el "Ickey Shuffle" al final de un informe en tributo a Ickey Woods, un famoso jugador de fútbol para los Cincinnati Bengals. Barney mira la televisión en el bar para mostrarles a todos los que están allí el informe de Robin y les dice a todos que esperen por algo asombroso. Robin planea hacer su cuarta broma, pero cambia de opinión. Mientras entrevista al más antiguo taxista de Nueva York, ella se da cuenta de que su trabajo es importante para las personas que está entrevistando incluso si nadie está mirando. Ella se levanta y accidentalmente se resbala y cae en una pila de excrementos de caballo con la televisión en vivo. Barney piensa que es mejor que cualquier cosa que hubiera planeado y todos en el bar lo estaban mirando con él. Robin está avergonzada, especialmente cuando Ted revela que también vio el incidente en internet.

## Continuidad
- Es mencionado de nuevo el programa de Robin, Metro News 1, como fue mencionado en el episodio Purple Giraffe.